# ناظمیه
ناظمیه (به ترکی استانبولی: Nazımiye) (به کردی: Qisle) یک شهرستان و منطقهٔ مسکونی کُردنشین در ترکیه است که در استان تونجلی واقع شده‌است.